# Bullion
Bullion là một xã của Pháp, nằm ở tỉnh Yvelines trong vùng Île-de-France.

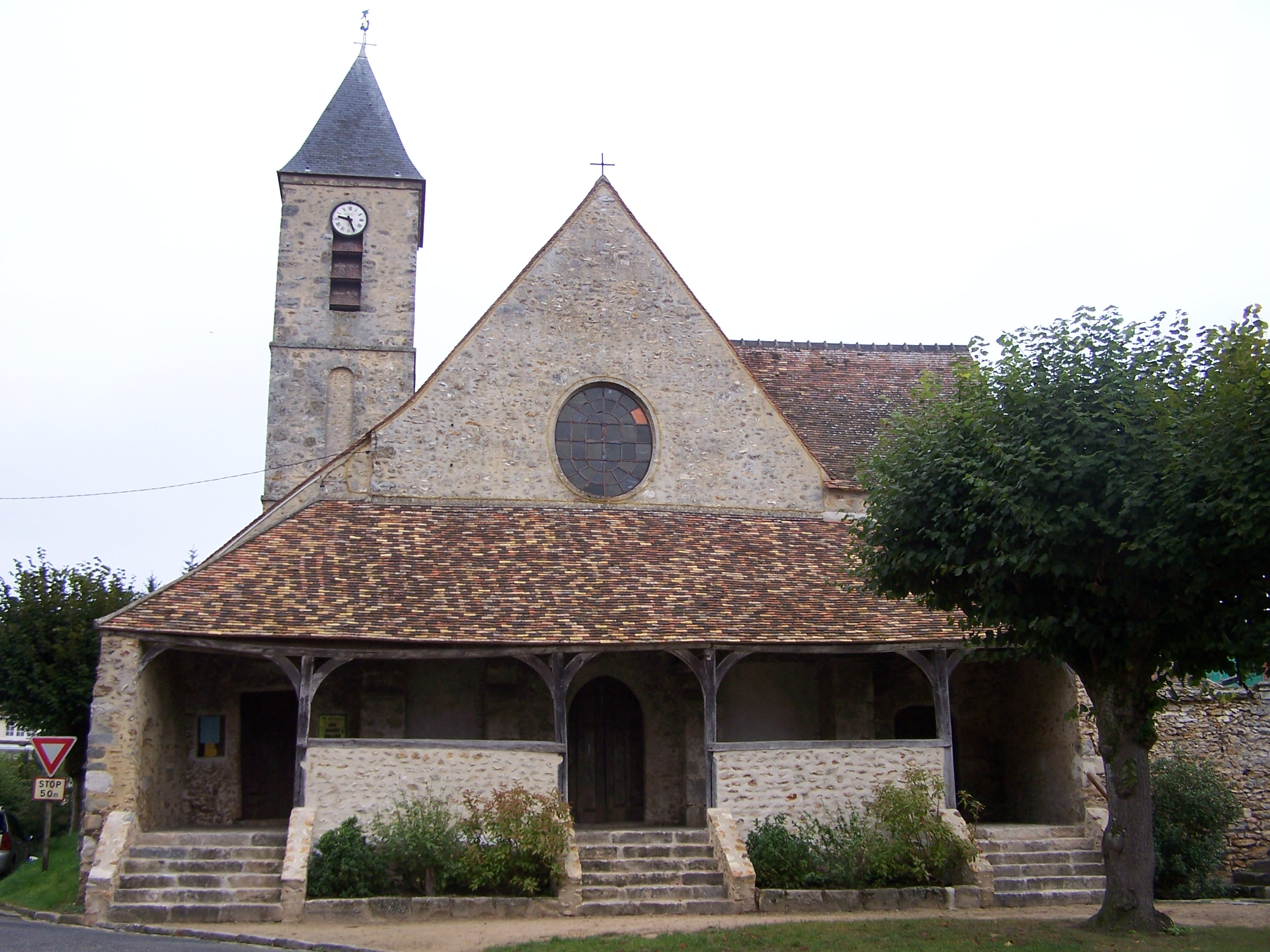
Nhà thờ Saint-Vincent Saint-Sébastien

Các xã giáp ranh: Choisel về phía bắc-đông-bắc, Pecqueuse về phía đông bắc, Bonnelles về phía đông, Rochefort-en-Yvelines về phía nam, Saint-Arnoult-en-Yvelines về phía nam-tây-nam, Clairefontaine-en-Yvelines về phía tây nam, La Celle-les-Bordes về phía tây và Cernay-la-Ville về phía bắc-đông-bắc.

## Hành chính
| Date d'élection                                            | Identité              | Parti |
| ---------------------------------------------------------- | --------------------- | ----- |
| Les données antérieures à 2001 ne sont pas encore connues. |                       |       |
| tháng 3 2001                                               | Jean-Claude Van Hauwe | UMP   |

## Biến động dân số
| 1851                                                 | 1901 | 1962 | 1968 | 1975  | 1982  | 1990  | 1999  |
| ---------------------------------------------------- | ---- | ---- | ---- | ----- | ----- | ----- | ----- |
| 852                                                  | 627  | 643  | 738  | 1 303 | 1 293 | 1 703 | 1 799 |
| Số liệu lấy từ năm 1982: Dân số không tính hai trùng |      |      |      |       |       |       |       |